# Bisbat d'Humaitá
El bisbat de Humaitá (portuguès: Diocese de Humaitá; llatí:  Dioecesis Humaitanensis) és una seu de l'Església catòlica al Brasil, que pertany a la regió eclesiàstica Noroest, sufragània de l'arquebisbat de Porto Velho. Al 2020 tenia 85.000 batejats d'un total de 121.800 habitants. Està dirigida pel bisbe Antônio Fontinele de Melo.

## Territori
La diòcesi comprèn 3 municipis de l'estat brasiler de Amazones: Humaitá, Apuí i Manicoré.
La seu episcopal era la ciutat de Humaitá, on es troba la catedral de la Immaculada Concepció
El territori s'estén sobre 135.000 km² i està dividit en 8 parròquies.

## Història
La prelatura territorial d'Humanitá va ser erigida el 26 de juny de 1961 en virtut de la butlla Fertile Evangelii del papa Joan XXIII, prenent el territori de l'arquebisbat de Manaus i de la prelatura territorial de Porto Velho (avui arxidiòcesi. Originàriament era sufragània de la mateixa arxidiòcesi de Manaus.
El 16 d'octubre de 1979 la prelatura territorial va ser elevada a diòcesi per la butlla Cum praelaturae del papa Joan Pau II.
El 4 d'octubre de 1982 va passar a formar part de la província eclesiàstica de l'arxidiòcesi de Porto Velho.
El 12 de febrer de 1996, en virtut del decret Quo aptius de la Congregació per als bisbes, cedí el municipi de Manicoré a la prelatura territorial de Borba, prenent a canvi el d'Apuí. No obstant, el 20 de gener de 2003 Manicoré tornà a formar paret de la diòcesi d'Humaitá.

## Cronologia episcopal
- José Domitrovitsch, S.D.B. † (5 d'agost de 1961 - 27 de febrer de 1962 mort)
- Miguel d'Aversa, S.D.B. † (21 de maig de 1962 - 6 de març de 1991 jubilat)
- José Jovêncio Balestieri, S.D.B. (6 de març de 1991 - 29 de juliol de 1998 nomenat bisbe coadjutor de Rio do Sul)
- Franz Josef Meinrad Merkel, C.S.Sp. (26 de juliol de 2000 - 12 d'agost de 2020 jubilat)
- Antônio Fontinele de Melo, des del 12 d'agost de 2020

## Estadístiques
A finals del 2019, la diòcesi tenia 85.000 batejats sobre una població de 121.800 persones, equivalent al 69,8% del total.
| any  | població | població | població | sacerdots | sacerdots       | sacerdots       | sacerdots             | diàques | religiosos | religiosos | parroquies |
| ---- | -------- | -------- | -------- | --------- | --------------- | --------------- | --------------------- | ------- | ---------- | ---------- | ---------- |
| any  | batejats | total    | %        | total     | clergat secular | clergat regular | batejats por sacerdot | diàques | homes      | dones      |            |
| 1966 | 12.500   | 43.000   | 29,1     | 6         |                 | 6               | 2.083                 |         | 6          | 12         | 2          |
| 1970 | 45.000   | 45.500   | 98,9     | 6         |                 | 6               | 7.500                 |         | 7          | 12         | 2          |
| 1976 | 51.340   | 53.600   | 95,8     | 5         | 1               | 4               | 10.268                |         | 5          | 17         | 4          |
| 1980 | 39.200   | 43.100   | 91,0     | 11        | 1               | 10              | 3.563                 |         | 12         | 16         | 4          |
| 1990 | 77.200   | 91.500   | 84,4     | 7         |                 | 7               | 11.028                |         | 8          | 19         | 7          |
| 1999 | 38.000   | 50.600   | 75,1     | 8         | 1               | 7               | 4.750                 |         | 7          | 12         | 7          |
| 2000 | 38.500   | 51.200   | 75,2     | 7         | 1               | 6               | 5.500                 |         | 6          | 15         | 5          |
| 2001 | 40.000   | 50.000   | 80,0     | 6         |                 | 6               | 6.666                 |         | 7          | 15         | 5          |
| 2002 | 40.000   | 50.000   | 80,0     | 6         |                 | 6               | 6.666                 |         | 7          | 19         | 5          |
| 2003 | 40.000   | 50.000   | 80,0     | 7         |                 | 7               | 5.714                 |         | 8          | 19         | 5          |
| 2004 | 65.000   | 95.000   | 68,4     | 10        | 1               | 9               | 6.500                 |         | 12         | 26         | 7          |
| 2006 | 70.000   | 100.000  | 70,0     | 14        | 3               | 11              | 5.000                 |         | 13         | 20         | 7          |
| 2013 | 75.800   | 109.000  | 69,5     | 11        | 5               | 6               | 6.890                 | 7       | 9          | 23         | 8          |
| 2016 | 85.700   | 121.000  | 70,8     | 17        | 5               | 12              | 5.041                 | 6       | 13         | 26         | 8          |
| 2019 | 85.000   | 121.800  | 69,8     | 21        | 8               | 13              | 4.047                 | 10      | 14         | 24         | 8          |